# Adam-Opel-Denkmal

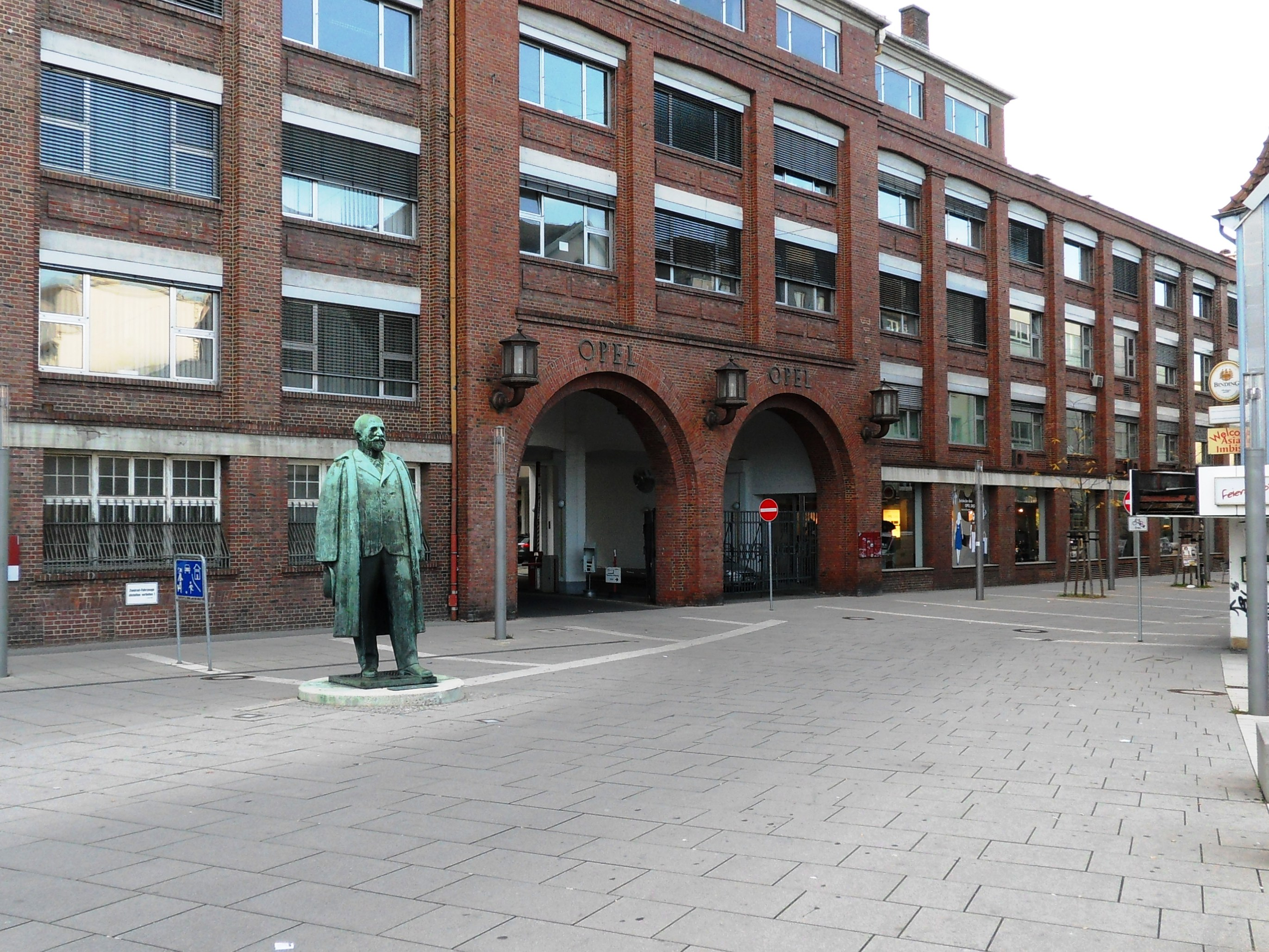
Opel-Hauptportal, davor das Denkmal des Firmengründers Adam Opel

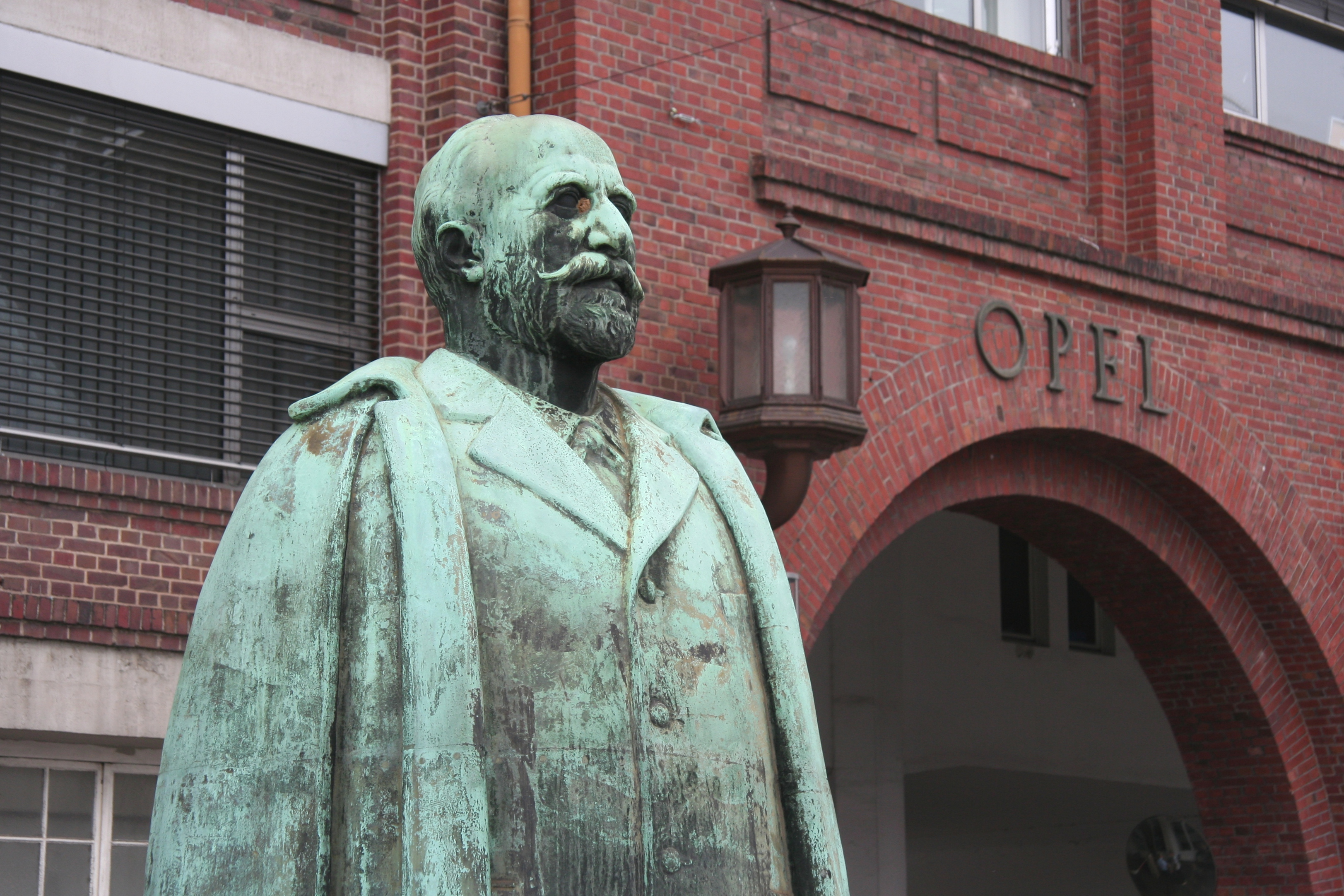
Adam Opel

Das Adam-Opel-Denkmal ist ein Bronzestandbild in der südhessischen Stadt Rüsselsheim am Main. Es wurde 1937 von dem Frankfurter Bildhauer Emil Hub geschaffen und zeigt in überlebensgroßer Darstellung den Fabrikanten Adam Opel (1837–1895), der mit der Gründung seiner Nähmaschinen- und Fahrradfabrik den Grundstein für den heute weltweit operierenden Automobilhersteller Opel legte. Gegossen wurde die Skulptur von A. Komo & Sohn, Frankfurt.
Die 3,35 Meter hohe und 4,5 Tonnen schwere Statue stellt den Industriellen stehend mit Mantel und einem Hut in der Rechten dar.
Anlass für die Errichtung war das 75-jährige Firmenjubiläum der Adam Opel AG, das mit dem 100. Geburtstag des 1895 verstorbenen Firmengründers zusammenfiel. Die Enthüllung des Denkmals am 7. August 1937 durch Geheimrat Wilhelm von Opel, den zweitältesten der fünf Söhne Adam Opels und zu dieser Zeit Aufsichtsratsvorsitzenden des Unternehmens, war eingebunden in ein Festwochenende, das anlässlich der 500. Wiederkehr der Verleihung der Stadtrechte veranstaltet wurde. 
Ursprünglicher Standort des Denkmals war das Werkstor 20 am westlichen Stadtrand an der Einmündung der Weisenauer Straße in die Mainzer Straße. Dort blieb es bis 1980 stehen und wurde dann auf den neu gestalteten Platz vor dem Bahnhof gestellt. Durch einen erneuten Umbau des Bahnhofsvorplatzes gegen Ende der 1980er-Jahre wurde es um einige Meter versetzt, ehe es im Juli 2005 im Zuge des Bahnhofneubaus erneut um einige Meter umgesetzt wurde und seither vor dem Haupteingang des Opel-Werks stand. Im November 2014 hatte das Denkmal nach zwei Autounfällen schwere Schäden und musste zur Reparatur abgetragen werden.